# Chris Martin
Chris Martin, właśc. Christopher Anthony John Martin (ur. 2 marca 1977 w Exeter) – brytyjski muzyk, wokalista brytyjskiego zespołu muzycznego Coldplay, kompozytor, multiinstrumentalista, działacz społeczny.

## Życiorys

### Młodość
Chris Martin urodził się w Exeter w południowo-zachodniej Anglii, jako najstarszy z pięciorga dzieci Anthony’ego i Alison Martinów. Jego ojciec był pracownikiem banku, natomiast matka nauczała śpiewu. Martin dorastał w Whitestone niewielkiej wsi koło Exeter, w którym ukończył Exeter Cathedral School i gdzie założył swój pierwszy zespół muzyczny. Następnie dostał się do Sherborne School, prywatnej szkoły dla chłopców, w Dorset. Również w tym okresie zajmował się muzyką, stworzył kolejny zespół o nazwie The Rockin’ Honkies, jednak wykonywana muzyka nie spotkała się z przychylnością odbiorców.
Ostatnim etapem w edukacji Martina był University College London, gdzie otrzymał dyplom na wydziale historii starożytnej, specjalizując się w tematyce grecko-rzymskiej.

### Coldplay
W trakcie studiów na University College London Chris poznał Jonny’ego Bucklanda, Williama Championa oraz Guya Berrymana, z którymi w 1996 roku założył zespół Coldplay. Kapela zdobyła rozgłos wraz z ukazaniem się na rynku pierwszego studyjnego krążka Parachutes, co miało miejsce w 2000 roku. Od tego czasu zrealizowali 7 albumów oraz 2 kompilacje koncertów.
W lutym 2017 roku użyczył głosu do piosenki „Something Just Like This” amerykańskiego duetu The Chainsmokers.

### Działalność poza Coldplay
Jest autorem kompozycji napisanych dla innych artystów, m.in. Embrace („Gravity”) czy Jamelia („See it in a Boy’s Eyes”). Znany jest również ze współpracy z Ronem Sexsmithem („Gold in them hills”), Faultline, The Streets, Ianem McCullochem, Kanye Westem (utwór „Homecoming” wydany w kwietniu 2008) oraz Nelly Furtado przy produkcji jej albumu pt. Loose („All Good Things”).
Jest działaczem na rzecz kampanii Make Trade Fair (Handluj uczciwie) prowadzonej przez organizację Oxfam. W 2005 został wybrany na „Najseksowniejszego wegetarianina na świecie” przez organizację PETA.
Wystąpił ponadto wraz z gitarzystą Coldplay Jonnym Bucklandem w filmie pt. Wysyp żywych trupów (jako organizatorzy fikcyjnej akcji charytatywnej ZombAid).

## Życie prywatne
W latach 2003–2015 był mężem amerykańskiej aktorki Gwyneth Paltrow. W 2014 roku para ogłosiła separację, a rok później wzięła rozwód. Mają dwoje dzieci: córkę Apple Blythe Alison (ur. 14 maja 2004) i syna Mosesa Bruce’a Anthony’ego (ur. 8 kwietnia 2006). Od 2017 roku związany jest z amerykańską aktorką Dakotą Johnson.